# Ladiou
Ladiou est une commune rurale située dans le département de Didyr de la province de Sanguié dans la région du Centre-Ouest au Burkina Faso.

## Géographie
Situé à 13 km à l'ouest de Didyr, Ladiou est divisé en cinq quartiers : Sesso, Neboudoyé, Boldié, Bediounli et Doumpo.